# IHK Berlin

Das Logo der IHK Berlin

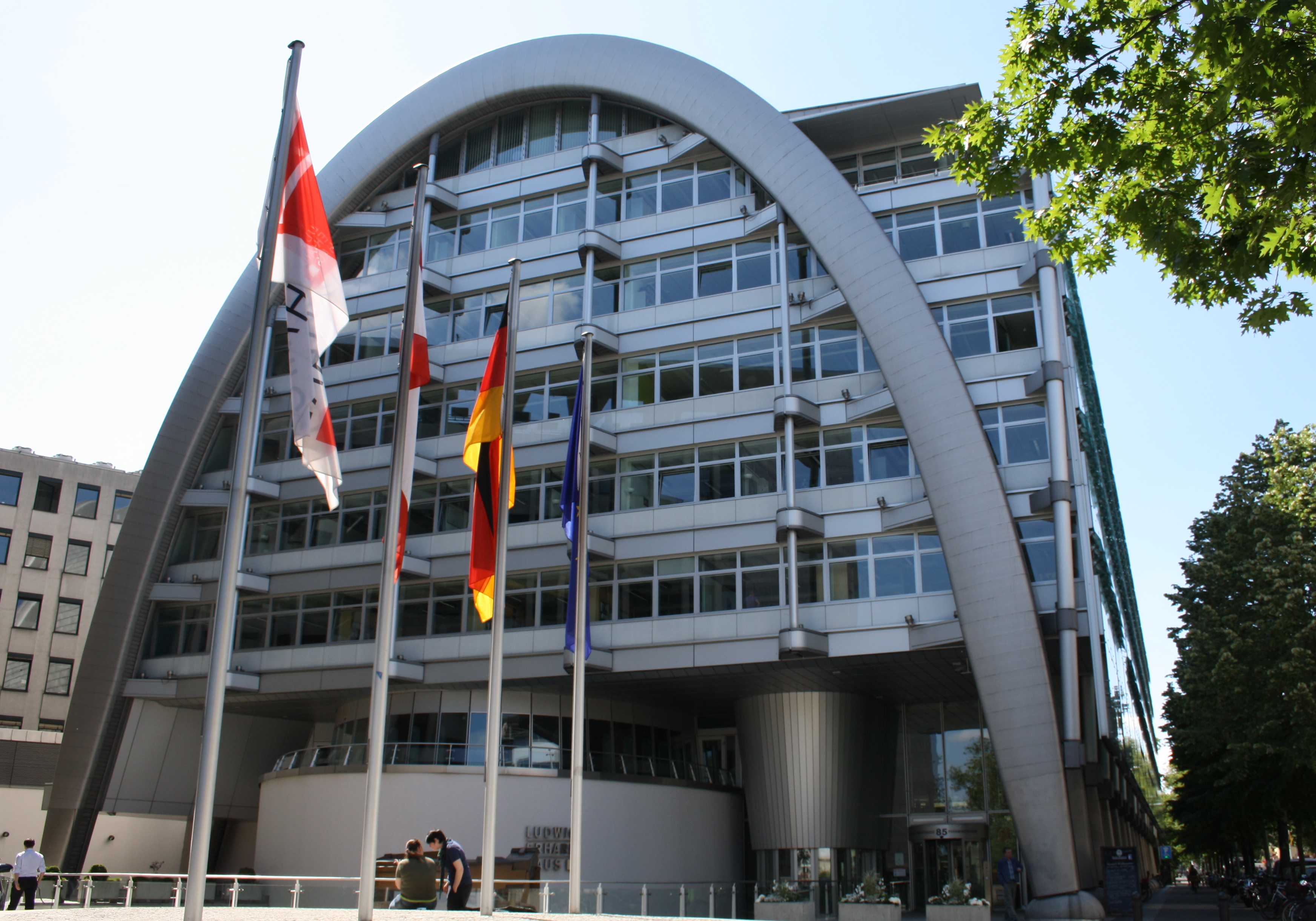
Ludwig-Erhard-Haus, seit 1998 Sitz der IHK Berlin

Die IHK Berlin (Industrie- und Handelskammer zu Berlin) hat den gesetzlichen Auftrag, als Selbstverwaltungsorgan der Wirtschaft das Gesamtinteresse aller Gewerbetreibenden im Bundesland Berlin gegenüber Politik und Öffentlichkeit zu vertreten.
Die IHK Berlin hat ihren Sitz im Ludwig-Erhard-Haus, das nach Ludwig Erhard, dem ersten Wirtschaftsminister der Bundesrepublik Deutschland, benannt ist. Das Haus befindet sich in der Fasanenstraße im Bezirk Charlottenburg-Wilmersdorf neben dem Theater des Westens zwischen Kurfürstendamm und dem Bahnhof Berlin Zoologischer Garten.

## Geschichte

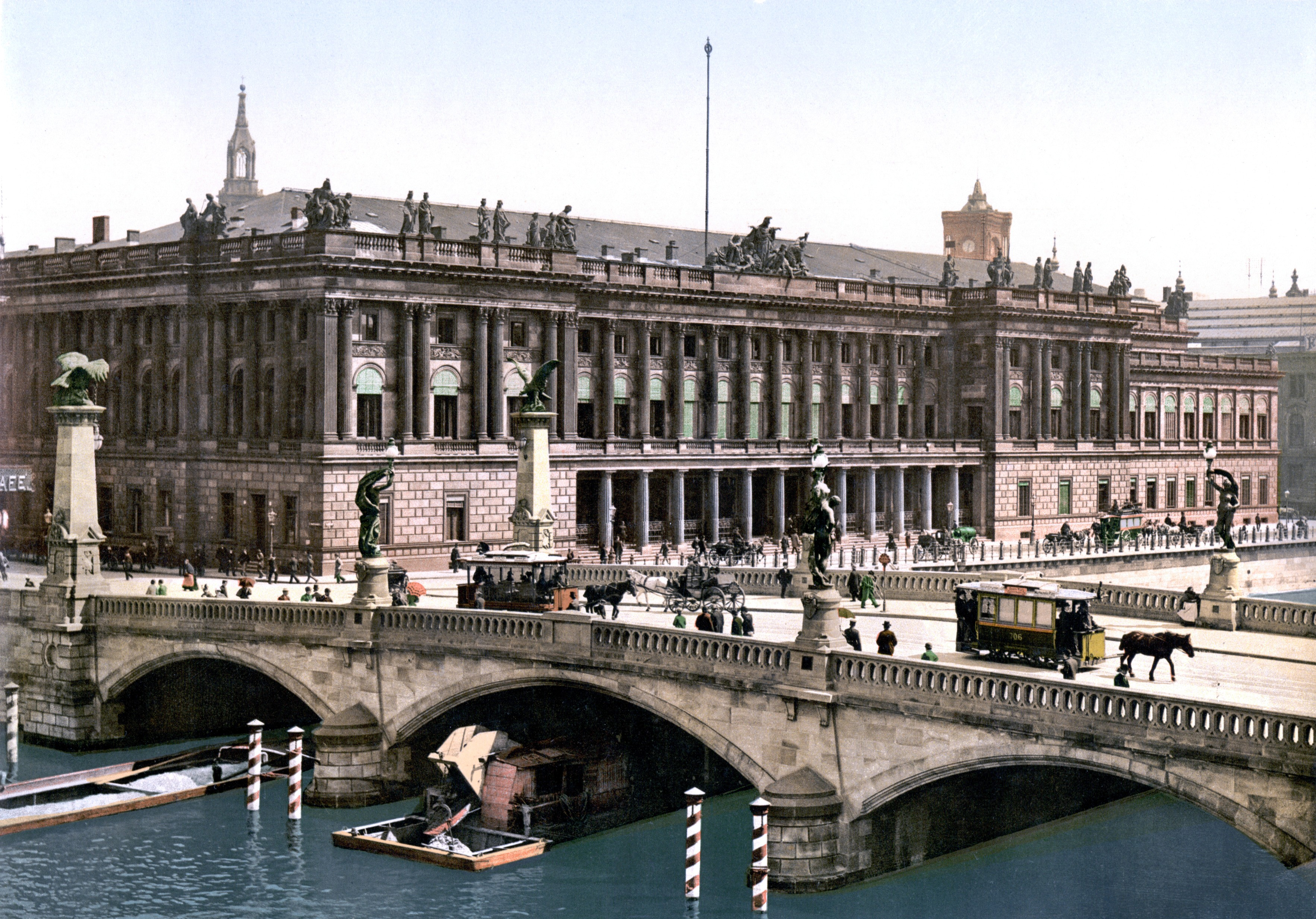
Berliner Börse um 1900

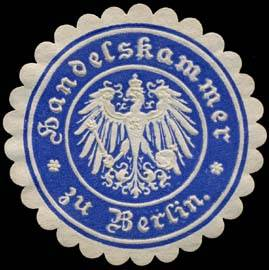
Siegelmarke der Handelskammer zu Berlin aus dem Kaiserreich

Die Berliner Handelskammer wurde 1902 durch eine Verfügung des preußischen Handelsministers vom 19. Dezember 1901 gegründet. Ein Jahr später wurde der Kammer die Hoheit über die Berliner Börse übertragen. In den ersten Jahren nach ihrer Gründung hatte die Berliner Handelskammer ihre Geschäftsräume in einer Mietwohnung in der Charlottenstraße in Berlin-Mitte. 1905 zog die Kammer dann in ein eigenes repräsentatives Gebäude in der Dorotheenstraße. Ihr erster Präsident war Wilhelm Herz (bis 1913); ihm folgte von 1914 bis 1927 Franz von Mendelssohn (1865–1935).
Im Jahr 1919 wurde die Handelskammer Potsdam aufgelöst und in die Berliner Kammer integriert. Erst nach dem Zweiten Weltkrieg entstand die IHK Potsdam neu. Mit dem Inkrafttreten des Kammergesetzes vom 1. April 1924 wurde die Berliner Handelskammer in Industrie- und Handelskammer zu Berlin umbenannt.
Ab der „Machtergreifung“ durch die Nationalsozialisten im Jahr 1933 wurden im Rahmen der Gleichschaltung die jüdischen Repräsentanten und Mitarbeiter der Industrie- und Handelskammer zu Berlin aus ihren Ämtern entfernt, ohne dass sich die verbleibenden Vertreter der IHK dem ernsthaft widersetzt hätten. Im gleichen Jahr wurde die Industrie- und Handelskammer Brandenburg an der Havel aufgelöst und in die Berliner Kammer integriert. Mit einem Gesetz vom 20. August 1934 verloren die Industrie- und Handelskammern im Deutschen Reich ihre Unabhängigkeit und wurden dem Reichswirtschaftsministerium unterstellt. 1938 wurde die Berliner Kammer in die Gauwirtschaftskammer Berlin umgewandelt. Im Jahre 1943 schließlich löste das NS-Regime die Industrie- und Handelskammern ganz auf.
Fünf Jahre nach Kriegsende wurde am 1. Juli 1950 im Westteil Berlins die IHK zunächst als eingetragener Verein (e. V.) wiedergegründet. Am 18. Juni 1954 legte der damalige Bundeswirtschaftsminister Ludwig Erhard den Grundstein für das Gebäude in der Hardenbergstraße, das am 18. Juni 1955 eröffnet wurde. 1958 erhielt die IHK Berlin den Status einer Körperschaft öffentlichen Rechts. Im Ostteil der Stadt wurde ebenfalls eine Industrie- und Handelskammer eingerichtet, die als Ausführungsorgan der Planwirtschaft den (kleinen) nichtstaatlichen Sektor der Ost-Berliner Wirtschaft vertreten sollte. Die Ost-Berliner Kammer wurde 1958 dem Magistrat Ost-Berlins unterstellt und führte ab 1983 den Namen Handels- und Gewerbekammer.
Die Handels- und Gewerbekammer im Ostteil Berlins löste sich zum Tag der deutschen Wiedervereinigung am 3. Oktober 1990 auf. Seitdem vertritt die IHK Berlin alle Unternehmen der gewerblichen Wirtschaft in der wiedervereinigten Bundeshauptstadt.
1998 wurde das neu errichtete Ludwig-Erhard-Haus in der Fasanenstraße bezogen, das von 1994 bis 1997 von den britischen Architekten Nicholas Grimshaw und Partner erbaut wurde. Im Jahr 2002 feierte die IHK Berlin ihr 100-jähriges Bestehen.
Im Jahr 2018 kaufte die IHK Berlin das Ludwig-Erhard-Haus für insgesamt 26,5 Millionen Euro vom Immobilienfonds und ist damit nun der alleinige Besitzer. Durch die Ersparnis der Leasinggebühren von 7,3 Millionen Euro im Jahr konnte die IHK Berlin gleichzeitig die Mitgliedsbeiträge laut eigenen Angaben um 20 Prozent senken. Der durchschnittliche Mitgliedsbeitrag liegt bei 141 Euro.

## Geschäftsfelder
Die inhaltliche Arbeit der IHK Berlin gliedert sich in sechs Geschäftsfelder:
- Beratung & Service
- Bildung & Beruf
- Wirtschaft & Politik
- Kommunikation & Marketing
- Organisationsentwicklung & Nachhaltigkeit
- Personal & Finanzen
- Strategie & Ehrenamt, mit der Geschäftsstelle der Berliner Wirtschaftsjunioren

## Organisation
Die IHK Berlin beschäftigt rund 360 hauptamtliche Mitarbeiter und wird von mehr als 3.000 Ehrenamtlichen unterstützt, darunter Mitglieder in Vollversammlung, Präsidium und Ausschüssen, aber auch Prüferinnen und Prüfer in der Aus- und Weiterbildung. Die hauptamtlichen Mitarbeiter arbeiten nach Vorgaben der Vollversammlung mit maximal 110 direkt gewählten ehrenamtlichen Vertretern. An der letzten Wahl im Jahr 2017 nahmen 22.134 von 246.856 erreichten Unternehmern teil, also 8,97 %. Die Vollversammlung kann sich nach den Wahlen selbst per mittelbarer Wahl um bis zu 20 Mitglieder erweitern, die durch die direkte Wahl keinen Sitz erhielten.

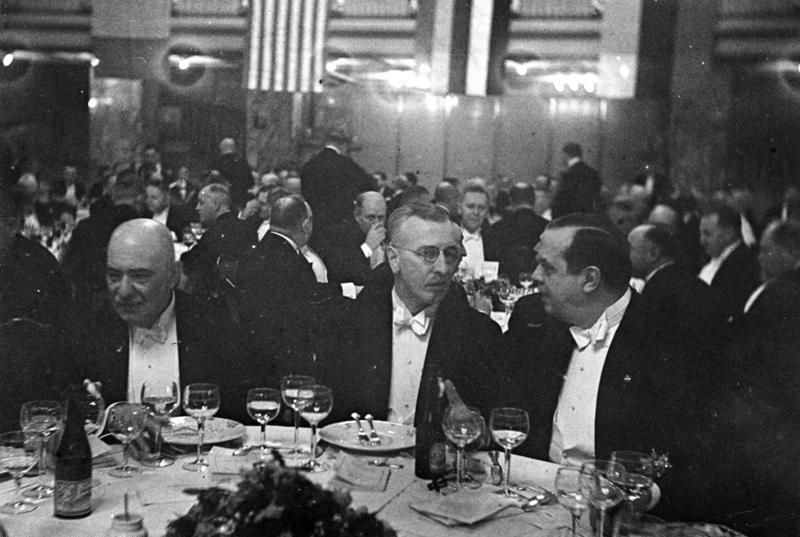
Franz von Mendelssohn (Präsident der IHK Berlin von 1914 bis 1933, links außen) beim Festbankett der Anwälte im Marmorsaal des Zoologischen Gartens Berlin, 1930

### Vollversammlung
Das oberste Entscheidungsgremium der IHK ist die Vollversammlung (VV). In der Vollversammlung sind die 310.000 Mitgliedsunternehmen aus verschiedensten Branchen der Stadt vertreten. Die Struktur der bedeutendsten Branchen spiegelt sich durch 14 Wahlgruppen mit insgesamt 99 Sitzen in der Vollversammlung wider. Die Vollversammlung wird für jeweils fünf Jahre gewählt. Die Vollversammlung stellt durch ihre Arbeit das Gesamtinteresse der Berliner Wirtschaft her. Sie entwickelt Positionen für die Beratung der Politik und der Verwaltung sowie Services für Unternehmen. Damit bestimmt sie die inhaltliche Arbeit der IHK – von Stadtentwicklungs- und Infrastrukturfragen über branchenspezifische Themen bis hin zu bildungspolitischen oder außenwirtschaftlichen Angelegenheiten. Des Weiteren ist sie das höchste Entscheidungsgremium für haushalterische Fragen. Durch die Vollversammlungsarbeit kann die Berliner Wirtschaft ihre eigenen Belange selbst verwalten und gestalten.
Die Mitglieder der Vollversammlung wählen das Präsidium und bestellen – auf Vorschlag des Präsidenten/der Präsidentin – den Hauptgeschäftsführer.

### Ausschüsse
Die Vollversammlung kann zu ihrer Beratung und Unterstützung Ausschüsse einberufen. Die Vollversammlung beruft die Mitglieder der Ausschüsse. Satzungsgemäß wählt die Vollversammlung zudem aus ihrer Mitte einen Beitragsausschuss und bestimmt die Mitglieder des Berufsbildungsausschusses, der nach den Bestimmungen des Berufsbildungsgesetzes errichtet ist.

### Präsidium
Im Präsidium kommen 14 Mitglieder der Vollversammlung zusammen, die von der Vollversammlung in dieses Gremium gewählt werden. Zum Präsidium gehören der Präsident oder die Präsidentin, bis zu vier Vizepräsidentinnen und -präsidenten und bis zu neun weitere Mitglieder. Gemeinsam mit dem Präsidenten leitet das Präsidium die IHK Berlin im Sinne der Entscheidungen und Vorgaben durch die Vollversammlung. Das Präsidium unterstützt die Arbeit der Vollversammlung, indem es wichtige Themen oder erforderliche Beschlüsse der Vollversammlung inhaltlich vorbereitet.

#### Präsidenten
| Amtszeit  | Präsident                                                   | Unternehmen |
| --------- | ----------------------------------------------------------- | --- |
| 1902–1913 | Wilhelm Herz, Geheimrat                                     | Inhaber der Firma S. Herz, Gummi- und Putzextraktfabrik                                                            |
| 1914–1931 | Franz von Mendelssohn                                       | Inhaber des Bankhauses Mendelssohn & Co.                                                                           |
| 1932–1935 | Karl Gelpcke                                                | Direktor der Hypothekenbank in Hamburg                                                                             |
| 1935–1943 | Friedrich Reinhart, Staatsrat                               | Vorsitzender des Aufsichtsrates der Commerzbank                                                                    |
| 1943–1945 | Heinrich Hunke (Gauwirtschaftskammer Berlin¹)               | Mitglied des Vorstands der Deutschen Bank                                                                          |
| 1943–1945 | Wilhelm Zschintzsch (Gauwirtschaftskammer Mark Brandenburg) | |
| 1950–1957 | Friedrich Spennrath                                         | Vorsitzender des Vorstands der AEG                                                                                 |
| 1957–1968 | Wilhelm Borner                                              | Vorsitzender des Vorstands der Schering AG                                                                         |
| 1968–1976 | Walter W. Cobler, Konsul                                    | Inhaber der Turbon Werke                                                                                           |
| 1976–1984 | Horst Elfe, Offizier des Order of the British Empire        | Mitglied des Vorstands der Deutschen Eisenhandel GmbH                                                              |
| 1984–1997 | Horst Kramp                                                 | Mitglied des Vorstands der Schering AG                                                                             |
| 1997–2004 | Werner Gegenbauer                                           | Inhaber der Unternehmensgruppe Gegenbauer                                                                          |
| 2004–2016 | Eric Schweitzer                                             | Mitglied des Vorstands der Alba AG                                                                                 |
| 2016–2021 | Beatrice Kramm                                              | Geschäftsführerin der Polyphon Film- und Fernsehgesellschaft mbH                                                   |
| 2021–2022 | Daniel-Jan Girl                                             | Geschäftsführender Gesellschafter der Deutschen Gesellschaft für multimediale Kundenbindungssysteme mbH (DGMK mbH) |
| seit 2022 | Sebastian Stietzel                                          | Geschäftsführer der Marktflagge GmbH                                                                               |

#### Ehrenpräsidenten
Zum Ehrenpräsidenten der IHK Berlin wurde Werner Gegenbauer nach seiner Amtszeit gewählt. Am 30. November 2021 wurde Eric Schweitzer ebenfalls zum Berliner IHK-Ehrenpräsidenten ernannt.

#### Amtierende Vizepräsidenten
Mit Stand Dezember 2022 sind im Amt:
| Vizepräsidenten      | Unternehmen                                       |
| -------------------- | ------------------------------------------------- |
| Sonja Jost           | Geschäftsführerin DexLeChem GmbH                  |
| Robert Rückel        | Geschäftsführer Deutsches Spionagemuseum DSM GmbH |
| Stefan Spieker       | Geschäftsführer Fröbel International GmbH         |
| Nicole Korset-Ristic | Vorständin Bio Company SE                         |

### Hauptamt
Die Mitarbeiter der IHK, unter Leitung des Hauptgeschäftsführers, bilden das sogenannte Hauptamt. Neben dem Präsidenten, der dem Ehrenamt zugeordnet wird, vertritt auch der Hauptgeschäftsführer die IHK nach außen.
| Amtszeit  | Hauptgeschäftsführer |
| --------- | -------------------- |
| 1902–1927 | Heinrich Dove        |
| 1927–1933 | Oscar Meyer          |
| 1936–1943 | von Baltz            |
| 1950–1969 | Bernhard Skrodzki    |
| 1969–1990 | Günter Braun         |
| 1990–2002 | Thomas Hertz         |
| 2003–2024 | Jan Eder             |
| seit 2025 | Manja Schreiner      |